# Louis Saint-Hilaire
Louis Saint-Hilaire, francoski general, * 1766, † 1809.
1. 1 2  Find a Grave — 1996.
2. ↑  GeneaStar